# اليوم الوطني السويدي

اليوم الوطني السويدي ((بالسويدية: Sveriges nationaldag)‏ ‎[ˈsvæ̌rjɛs natɧʊˈnɑ̂ːldɑːɡ]‏ </img>) هو يوم عطلة وطنية يُحتفل بها سنويًا في السويد في 6 يونيو. قبل عام 1983، كان يُحتفل بهذا اليوم بصفته يوم العلم السويدي ((بالسويدية: Svenska flaggans dag)‏). في ذلك الوقت، أطلق البرلمان السويدي على هذا اليوم اليوم الوطني السويدي.

## تاريخ

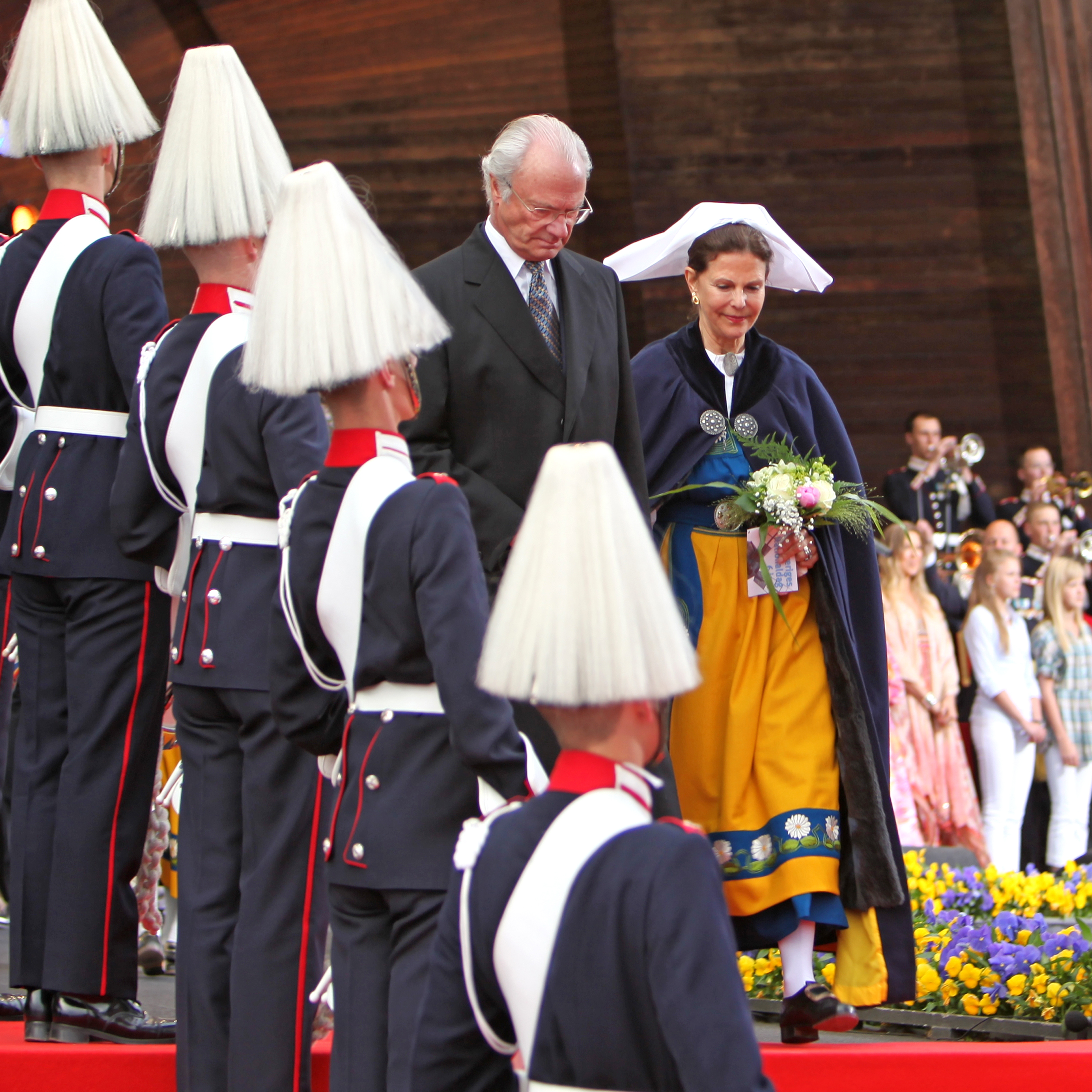
الملك كارل السادس عشر غوستاف والملكة سيلفيا في سكانسن عام 2009

بدأ تقليد الاحتفال بهذا التاريخ في عام 1916 في استاد ستوكهولم الأولمبي، تكريماً لانتخاب الملك جوستاف فاسا في 6 يونيو 1523، إذ كان يُعد أساس السويد الحديثة. يشكك البعض في صحة كونه عطلة وطنية، إذ لم يصبح عطلة إلا بعد عقود من ذلك. وعلى أية حال، فإن الحدث يجسد نهاية اتحاد كالمار الخاضع للحكم الدنماركي، فهو يشير إلى استقلال السويد إلى حد ما، مع أن الحدث وقع منذ زمن طويل إلى حد لم يكن له حضور قوي في الوعي الاجتماعي كيوم الدستور النرويجي على سبيل المثال، Syttende mai. مع أن الاحتفال باليوم الوطني يحدث في 6 يونيو، إلا أنه خطأ في الواقع بسبب التقويم اليولياني الذي اُستخدم قبل عام 1582، حين طُرح التقويم الغريغوري، وكان (قبل مارس 1700) متأخرًا عن التقويم الغريغوري بعشرة أيام؛ لذلك يجب الاحتفال بالذكرى السنوية لانتخاب الملك جوستاف فاسا في 16 يونيو بدلاً من 6 يونيو.
في عام 2005، أصبح يوم عطلة رسمية سويدية، ليحل محل عيد العنصرة. أدى هذا التغيير إلى تقليل عدد أيام الراحة من العمل (زيادة أيام العمل) إذ يصادف 6 يونيو في عطلة نهاية الأسبوع بصفة دورية، على عكس يوم الاثنين الأبيض الذي كان يُحتفل به دائمًا يوم الاثنين. ومن بين التقاليد الحديثة التي ظهرت منذ أن تحول العيد الوطني إلى يوم أحمر، هي دعوة الملك العامة لزيارة أجزاء كبيرة من قصر ستوكهولم طوال اليوم من دون رسوم الدخول المعتادة.